# Румянцев, Геннадий Леонидович
Геннадий Леонидович Румянцев (18 сентября 1957, Иркутск, СССР — 29 марта 2019) — советский боксёр, призёр чемпионата СССР, мастер спорта СССР международного класса, Заслуженный тренер Украины.

## Биография
Боксом начал заниматься в 1967 году в Иркутске, тренер — Копытин Александр Сергеевич. Бронзовый призёр чемпионата СССР 1980 года.
В 1970 году переехал в г. Измаил Одесской области, Украина, где сразу начал посещать местный зал бокса. Тренер — Бондаренко Василий Иванович, получивший в 1975 году звание лучшего тренера бассовета и Одесской области.
В 1973 году поступил в ГПТУ-6 на специальность судового электрика.
В 1975 году Геннадий Румянцев занял третье место на первенстве ВЦСВС.
В 1976 году занял второе место на первенстве в г. Донецк, выполнив норматив на получение звания мастера спорта СССР, включен в состав сборной команды СССР.
В 1974 году стал кандидатом в мастера спорта, в 1976 — мастером спорта.
В 1980 году стал мастером спорта СССР международного класса.
На советском ринге начиная с юношеского возраста, провел 257 боев, из них: побед — 230, из них большинство нокаутом, а также ввиду явного преимущества, поражений — 27.
Особенно ярким эпизодом в жизни Геннадия Румянцева стал бой между ним и Даном Карбином на матчевой встрече в г. Донецке в 1978 году между командами СССР-США.

## Тренерская работа
С 1993 года перешёл на тренерскую работу, воспитав таких мастеров, как:
- Чубенко Геннадий — мастер спорта по боксу;
- Краснобаев Сергей — мастер спорта по боксу;
- Удалов Анатолий — мастер спорта Украины среди профессионалов;
- Хлебников Анатолий - кандидат в мастера спорта по боксу;
- Новикова Ольга — мастер спорта по боксу международного класса;
- Чеботарь Степан — мастер спорта по боксу;
- Воронцов Владимир — кандидат в мастера спорта по боксу;
- Иващенко Луна — мастер спорта по боксу;
- Дамаскин Марк — кандидат в мастера спорта по боксу;
- Дамаскин Денис — кандидат в мастера спорта по боксу;
- Стиценко Майк — кандидат в мастера спорта по боксу;

В 2009 году получил звание «Заслуженный тренер Украины».